# Ter Apelverlaat
Het Ter Apelverlaat (of 6e Verlaat) is een schutsluis met roldeuren bij km 27.60 van het Musselkanaal in de vaarweg Veendam-Stadskanaal-Ter Apel in de provincie Groningen.
De schutkolklengte is 39 m en de wijdte tussen de hoofden is 6,0 m. De kolk is veel breder: 12,5 m. De drempeldiepte is aan beide zijden KP –2,1 m. Over het benedenhoofd ligt een ophaalbrug. De hoogte in gesloten stand is KP +1 m.
De afmetingen gaan tot schepen van 5,8 meter breed. Het kanaal is 2 m diep. De vaarweg is CEMT-klasse 0.
De sluis is (nog) niet via de marifoon aan te roepen.